# صامويل تشايس
صامويل تشايس (بالإنجليزية: Samuel Chase)‏ (1741-1811) هو خبير قانوني أمريكي وأحد الموقعين على إعلان الاستقلال وعين قاضيا في المحكمة العليا.

## الثورة
ولد تشايس في مقاطعة سومرسيت، ماريلاند، ودرس القانون في أنابوليس، أدخل في سجل المحاماة في عام 1761؛ وبرع في المحاماة وأصبح فردا بارزا في سياسة المستعمرات. وخدم لأكثر من عشرين سنة في الجمعية العامة لماريلاند؛ كان ضمن حركة «أبناء الحرية» أثناء أزمة قانون الطابع عام 1765؛ كان أحد من صاغوا إعلان حقوق ماريلاند؛ وكان عضوا في الكونغرس القاري بين عامي 1774 و1778. في عام 1775 دخل مع فرانكلين وكارول في مهمة فاشلة لضمان جانب كندا في الثورة، وبعد عودته مباشرة قام بتوقيع اعلان الاستقلال. ذهب إلى إنجلترا في عام 1783 كوكيل لولاية ماريلاند، لاستعادة قيمة أسهم الولاية في بنك إنجلترا المركزي قبل اندلاع الحرب، وبعد سنة نجح في الحصول على حوالي 650,000 دولار. في عام 1788 كان عضوا في مؤتمر ماريلاند الذي صادق على الدستور الاتحادي، لكنه نفسه، مع لوثر مارتن، عارض تلك الوثيقة.

## القضاء والمحاكمات
عين قاضي المحكمة العامة في ماريلاند في عام 1791، وقاضي محكمة الجنايات لمقاطعة بالتيمور في عام 1793، وأصبح قاضي مساعد في المحكمة العليا الأمريكية عام 1796، وذلك بتعيين من واشنطن. ترأس محاكمات توماس كوبر وجون فرايز وتوماس كاليندر في عام 1800، وترأس الأخيرتين بخشونة ومحسوبية ما جعل مستشار المتهمين ينسحب من المحاكمة بسخط. ورغم أنه أظهر الحزم والمقدرة في القضاء، فكثيرا ما أظهر ميوله السياسية، وفي مناسبات مختلفة، بالأخص في بالتيمور في 2 مايو 1803، حيث قدم ما اعتبره معارضوه السياسيون خطب تحزبية أمام هيئة المحلفين. جذبت خطبته في بالتيمور أعين العديد من الديمقراطيين البارزين، الذين انشغلوا وقتها في حركة عامّة لتقليل نفوذ السلطة القضائية، وقدم جون راندولف طلبا لمجلس النواب للنظر بشأن تشايس، فأصدروا قرارا بمعاقبته في عام 1804.
أقيمت المحاكمة في السنة التالية أمام مجلس الشيوخ، تم تمثيل تشايس عن طريق لوثر مارتن، روبرت هاربر، تشارلز لي، فيليب بارتون كي، جوزف هوبكينسون، والادعاء من قبل جون راندولف، جورج كامبل، جوزف نيكلسون، سيزر أغسطس رودني، جون بويل، بيتر إيرلي، وكرستوفر كلارك. قدم الادعاء ثمان مرافعات، اثنان منها تتعلق بمحاكمة فرايز واستبداد تشايس في المحاكمة، اثنان أخرى تتعلق محاكمة كاليندر المشابهة، ومرافعة حول انتهاك قوانين فرجينيا في قضية كاليندر، وأخرى حول حول تصرف غير لائق وغير عادل أمام هيئة المحلفين في ديلاوير، والأخيرة كانت حول خطبته أما هيئة المحلفين في بالتيمور. تمت تبرئة تشايس من كافة التهم إلا تهمتين: التحيز في محاكمة كاليندر، والدعوة للمرشحين أمام هيئة المحلفين في بالتيمور، ولم تتلقى أي تهمة عدد ثلثي الأصوات اللازم لإقرار العقاب. يعتبر هذا القرار ذا أهمية كبيرة في تاريخ القضاء الأمريكي، حيث استنكر محاكمات العزل ما لم تكن مستندة على أسس جدية، وفي نفس الوقت فقد شكل تحذيرا للقضاة بوضع تحيزاتهم على جنب وهم في المحكمة. بعد المحاكمة، وحتى موته، واصل تشايس العمل كعضو في المحكمة العليا.

## روابط خارجية
- صامويل تشايس على موقع الموسوعة البريطانية (الإنجليزية)
- صامويل تشايس على موقع إن إن دي بي (الإنجليزية)